# Carsac-de-Gurson
Carsac-de-Gurson est une commune française située dans le département de la Dordogne, en région Nouvelle-Aquitaine.

## Géographie

### Généralités
Bordée au sud-est par la Lidoire, la commune de Carsac-de-Gurson est située dans le Landais, dans le quart sud-ouest du département de la Dordogne.
Traversé par la route départementale (RD) 33, le petit bourg de Carsac-de-Gurson se situe, en distances orthodromiques, neuf kilomètres au sud-ouest du centre-ville de Montpon-Ménestérol et quinze kilomètres au nord-ouest de Sainte-Foy-la-Grande.
Le territoire communal est brièvement desservi par la RD 32.

### Communes limitrophes
Carsac-de-Gurson est limitrophe de cinq autres communes.
| Villefranche-de-Lonchat |                  |                                  |
|                         | Carsac-de-Gurson | Saint-Martin-de-Gurson           |
| Montpeyroux             |                  | Saint-Méard-de-Gurçon, Montazeau |

### Géologie et relief

#### Géologie
Situé sur la plaque nord du Bassin aquitain et bordé à son extrémité nord-est par une frange du Massif central, le département de la Dordogne présente une grande diversité géologique. Les terrains sont disposés en profondeur en strates régulières, témoins d'une sédimentation sur cette ancienne plate-forme marine. Le département peut ainsi être découpé sur le plan géologique en quatre gradins différenciés selon leur âge géologique. Carsac-de-Gurson est située dans le quatrième gradin à partir du nord-est, un plateau formé de dépôts siliceux-gréseux et de calcaires lacustres de l'ère tertiaire.
Les couches affleurantes sur le territoire communal sont constituées de formations superficielles du Quaternaire et de roches sédimentaires datant du Cénozoïque. La formation la plus ancienne, notée e5-6, est la formation de Guizengeard supérieur (Lutétien supérieur à Bartonien supérieur continental). La formation la plus récente, notée CF, fait partie des formations superficielles de type colluvions indifférenciées sablo-argileuses et argilo-sableuses. Le descriptif de ces couches est détaillé dans la feuille « no 805 - Sainte-Foy-la-Grande » de la carte géologique au 1/50 000 de la France métropolitaine, et sa notice associée.

Carte géologique de Carsac-de-Gurson.

#### Relief et paysages
Le département de la Dordogne se présente comme un vaste plateau incliné du nord-est (491 m, à la forêt de Vieillecour dans le Nontronnais, à Saint-Pierre-de-Frugie) au sud-ouest (2 m à Lamothe-Montravel). L'altitude du territoire communal varie quant à elle entre 27 m et 116 m,.
Dans le cadre de la Convention européenne du paysage entrée en vigueur en France le 1er juillet 2006, renforcée par la loi du 8 août 2016 pour la reconquête de la biodiversité, de la nature et des paysages, un atlas des paysages de la Dordogne a été élaboré sous maîtrise d’ouvrage de l’État et publié en octobre 2020. Les paysages du département s'organisent en huit unités paysagères et 14 sous-unités. La commune fait partie du Landais, au sein de l'unité de paysage « La Double et le Landais », deux plateaux ondulés, dont la pente générale descend de l'est vers l'ouest. À l'est, les altitudes atteignent ainsi les 200 m pour les plus élevées (206 m au sud de Vallereuil). Vers l'ouest, le relief s’adoucit et les altitudes maximales culminent autour des 100 mètres. Les paysages sont forestiers aux horizons limités, avec peu de repères, ponctués de clairières agricoles habitées.
La superficie cadastrale de la commune publiée par l'Insee, qui sert de référence dans toutes les statistiques, est de 6,91 km2,,. La superficie géographique, issue de la BD Topo, composante du Référentiel à grande échelle produit par l'IGN, est quant à elle de 7,09 km2.

### Hydrographie

#### Réseau hydrographique
La commune est située dans le bassin de la Dordogne au sein du Bassin Adour-Garonne. Elle est drainée par la Lidoire, le Galant, le Fayat, le ruisseau du Pontet et par divers petits cours d'eau, qui constituent un réseau hydrographique de 10,5 km de longueur totale,.
La Lidoire, d'une longueur totale de 49,46 km, prend sa source dans la commune de Bosset et se jette en rive droite de la Dordogne en limite de Castillon-la-Bataille et Lamothe-Montravel, face à Mouliets-et-Villemartin,. Elle borde la commune au sud-est sur deux kilomètres face à Saint-Méard-de-Gurçon et Montazeau.
Son affluent de rive droite le Fayat prend sa source près de 400 mètres au sud-sud-est du bourg et arrose le territoire communal sur plus de deux kilomètres, principalement en limite de Saint-Martin-de-Gurson, à l'est et au sud-est, en deux tronçons.
Affluent de rive droite du Fayat, le ruisseau du Pontet prend sa source près du lieu-dit Bel-Air, dans le sud de la commune qu'il baigne sur plus d'un kilomètre.
À l'ouest, le lac de Gurson, alimenté par un ruisseau affluent du Léchou (ou Lechout) et sous-affluent de la Lidoire, s'étend sur douze hectares, principalement sur le territoire communal, à l'exception d'une petite zone sur sa rive nord-ouest sur Villefranche-de-Lonchat.
Le Galant, d'une longueur totale de 10,51 km, prend sa source 700 mètres au sud-ouest du bourg de Carsac-de-Gurson et se jette dans l'Isle en rive gauche, en limite de Ménesplet et de Moulin-Neuf, face au Pizou,. Il arrose le nord-ouest de la commune sur deux kilomètres et demi, servant de limite territoriale face à Villefranche-de-Lonchat sur plus de deux kilomètres.

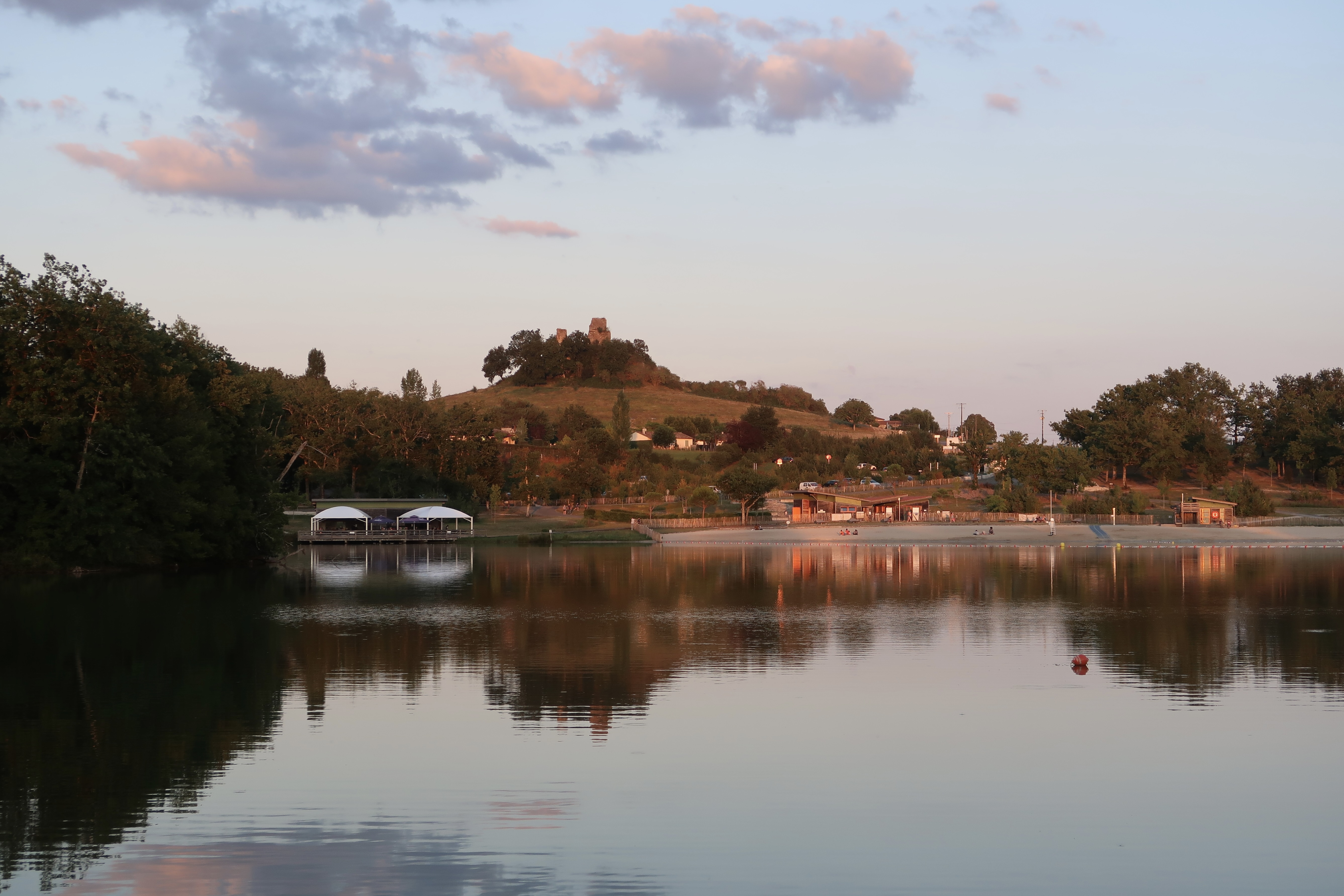
La rive orientale du lac de Gurson surplombée par les ruines du château de Gurson.
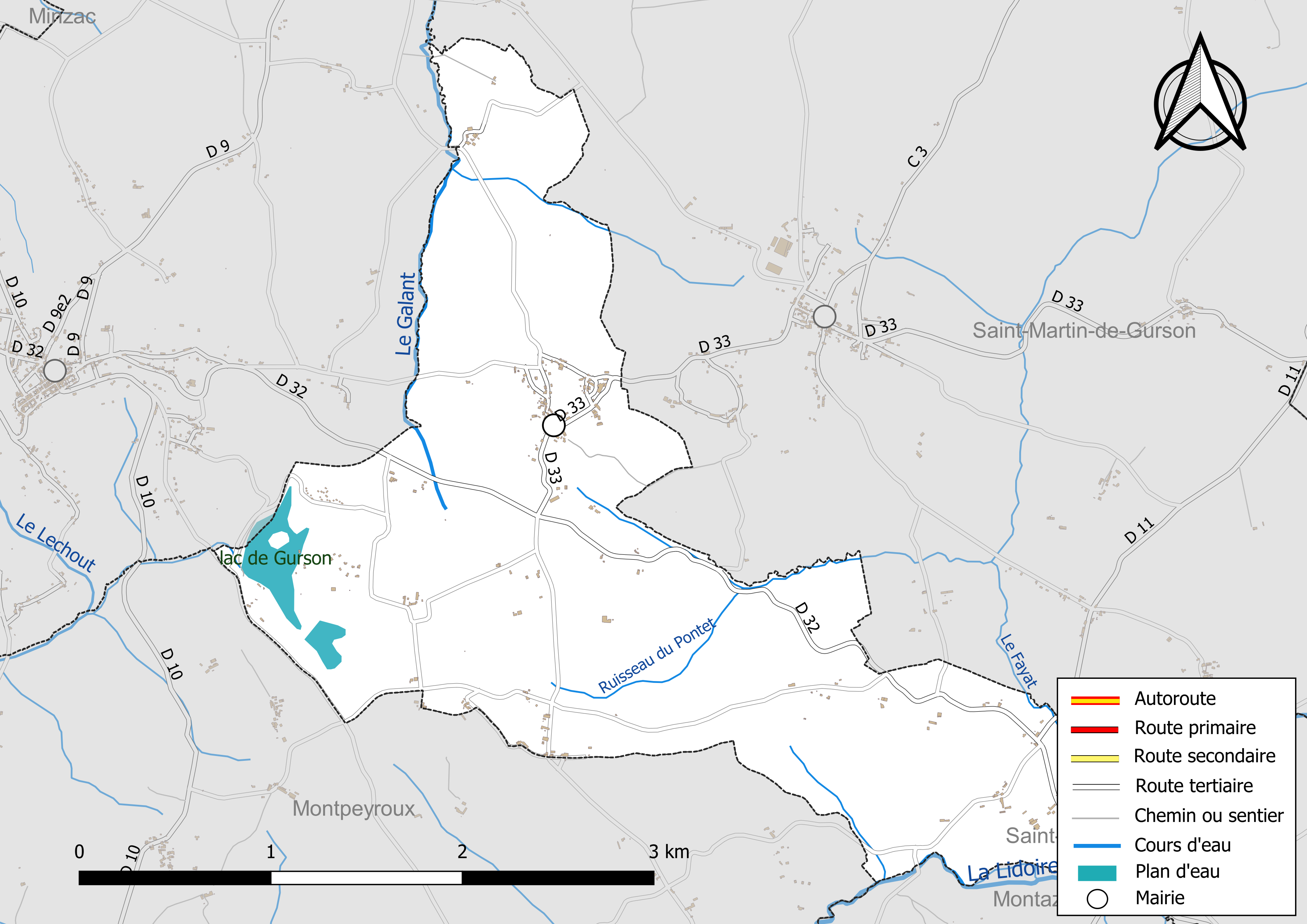
Réseaux hydrographique et routier de Carsac-de-Gurson.
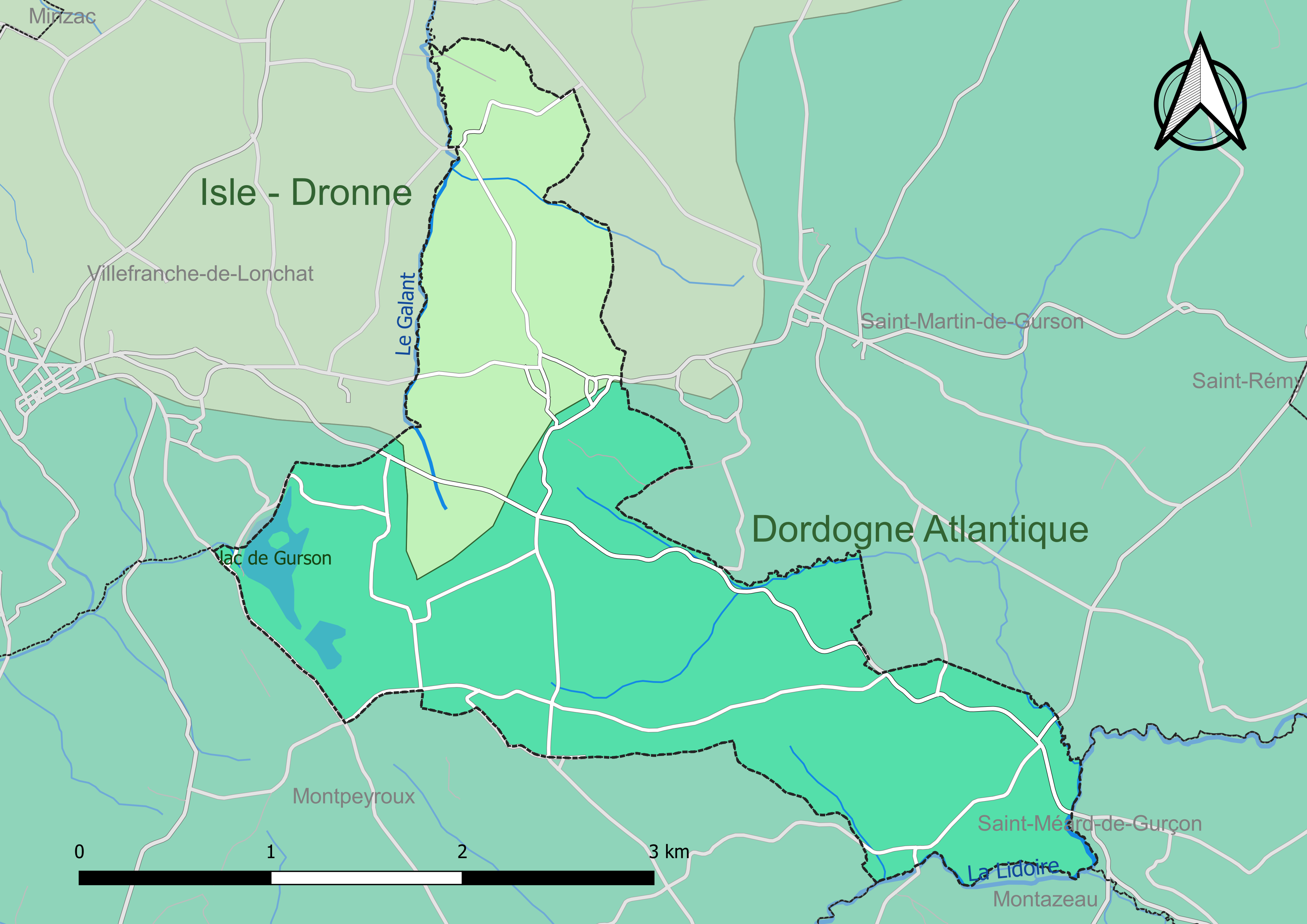
Carte des schémas d'aménagement et de gestion des eaux (SAGE) couvrant le territoire communal de Carsac-de-Gurson.

#### Gestion et qualité des eaux
Le territoire communal est couvert par les schémas d'aménagement et de gestion des eaux (SAGE) « Dordogne Atlantique » et « Isle - Dronne ». Le SAGE « Dordogne Atlantique », dont le territoire correspond au sous‐bassin le plus aval du bassin versant de la Dordogne (aval de la confluence Dordogne - Vézère)., d'une superficie de 2 700 km2 est en cours d'élaboration. La structure porteuse de l'élaboration et de la mise en œuvre est l'établissement public territorial de bassin de la Dordogne (EPIDOR). Le SAGE « Isle - Dronne », dont le territoire regroupe les bassins versants de l'Isle et de la Dronne, d'une superficie de 7 500 km2, a été approuvé le 2 août 2021. La structure porteuse de l'élaboration et de la mise en œuvre est également l'EPIDOR. Ils définissent chacun sur leur territoire les objectifs généraux d’utilisation, de mise en valeur et de protection quantitative et qualitative des ressources en eau superficielle et souterraine, en respect des objectifs de qualité définis dans le troisième SDAGE  du Bassin Adour-Garonne qui couvre la période 2022-2027, approuvé le 10 mars 2022.
Au sud, les deux tiers du territoire communal dépendent du SAGE Dordogne Atlantique. Au nord, le bassin versant du Galant est rattaché au SAGE Isle - Dronne.
La qualité des eaux de baignade et des cours d’eau peut être consultée sur un site dédié géré par les agences de l’eau et l’Agence française pour la biodiversité.

### Climat
Pour des articles plus généraux, voir Climat de la Nouvelle-Aquitaine et Climat de la Dordogne.
Historiquement, la commune est exposée à un climat océanique aquitain.  
En 2020, Météo-France publie une typologie des climats de la France métropolitaine dans laquelle la commune est exposée à un climat océanique et est dans la région climatique  Aquitaine, Gascogne, caractérisée par une pluviométrie abondante au printemps, modérée en automne, un faible ensoleillement au printemps, un été chaud (19,5 °C), des vents faibles, des brouillards fréquents en automne et en hiver et des orages fréquents en été (15 à 20 jours).
Pour la période 1971-2000, la température annuelle moyenne est de 12,8 °C, avec  une amplitude thermique annuelle de 15 °C. Le cumul annuel moyen de précipitations est de 855 mm, avec 11,7 jours de précipitations en janvier et 6,8 jours en juillet. Pour la période 1991-2020, la température moyenne annuelle observée sur la station météorologique la plus proche, située sur la commune de Port-Sainte-Foy-et-Ponchapt à 15 km à vol d'oiseau, est de 13,8 °C et le cumul annuel moyen de précipitations est de 809,4 mm,. Pour l'avenir, les paramètres climatiques de la commune estimés pour 2050 selon différents scénarios d’émission de gaz à effet de serre sont consultables sur un site dédié publié par Météo-France en novembre 2022.

## Urbanisme

### Typologie
Au 1er janvier 2024, Carsac-de-Gurson est catégorisée commune rurale à habitat très dispersé, selon la nouvelle grille communale de densité à 7 niveaux définie par l'Insee en 2022.
Elle est située hors unité urbaine et hors attraction des villes,.

### Occupation des sols
L'occupation des sols de la commune, telle qu'elle ressort de la base de données européenne d’occupation biophysique des sols Corine Land Cover (CLC), est marquée par l'importance des territoires agricoles (72,8 % en 2018), une proportion sensiblement équivalente à celle de 1990 (73,4 %). La répartition détaillée en 2018 est la suivante : 
zones agricoles hétérogènes (37 %), forêts (24,1 %), cultures permanentes (13,2 %), prairies (11,8 %), terres arables (10,7 %), eaux continentales (3,2 %). L'évolution de l’occupation des sols de la commune et de ses infrastructures peut être observée sur les différentes représentations cartographiques du territoire : la carte de Cassini (XVIIIe siècle), la carte d'état-major (1820-1866) et les cartes ou photos aériennes de l'IGN pour la période actuelle (1950 à aujourd'hui).

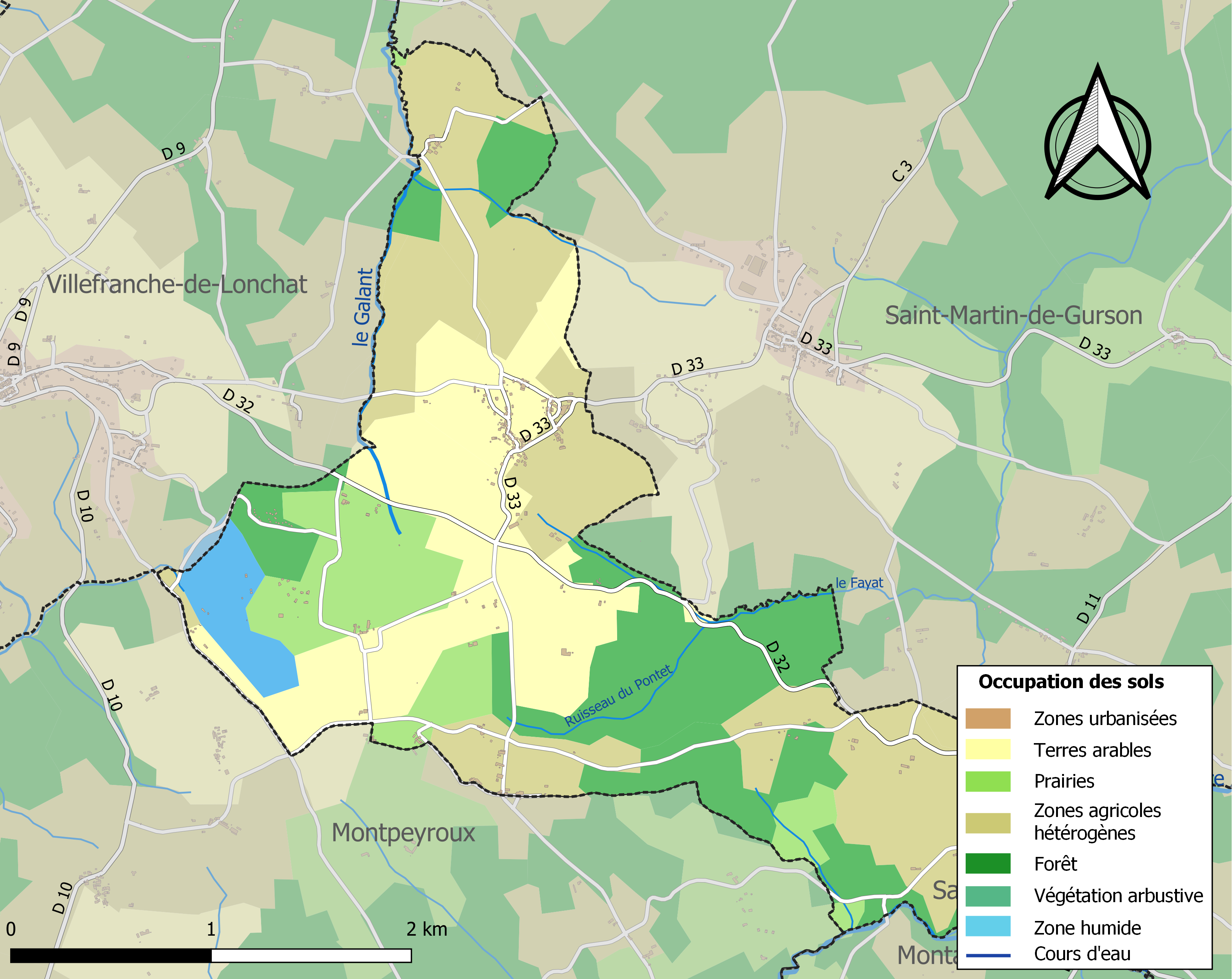
Carte des infrastructures et de l'occupation des sols de la commune en 2018 (CLC).

### Prévention des risques
Le territoire de la commune de Carsac-de-Gurson est vulnérable à différents aléas naturels : météorologiques (tempête, orage, neige, grand froid, canicule ou sécheresse), feux de forêts, mouvements de terrains et séisme (sismicité très faible). Un site publié par le BRGM permet d'évaluer simplement et rapidement les risques d'un bien localisé soit par son adresse soit par le numéro de sa parcelle.
Carsac-de-Gurson est exposée au risque de feu de forêt. L’arrêté préfectoral du 14 mars 2013 fixe les conditions de pratique des incinérations et de brûlage dans un objectif de réduire le risque de départs d’incendie. À ce titre, des périodes sont déterminées : interdiction totale du 15 février au 15 mai et du 15 juin au 15 octobre, utilisation réglementée du 16 mai au 14 juin et du 16 octobre au 14 février. En septembre 2020, un plan inter-départemental de protection des forêts contre les incendies (PidPFCI) a été adopté pour la période 2019-2029,.

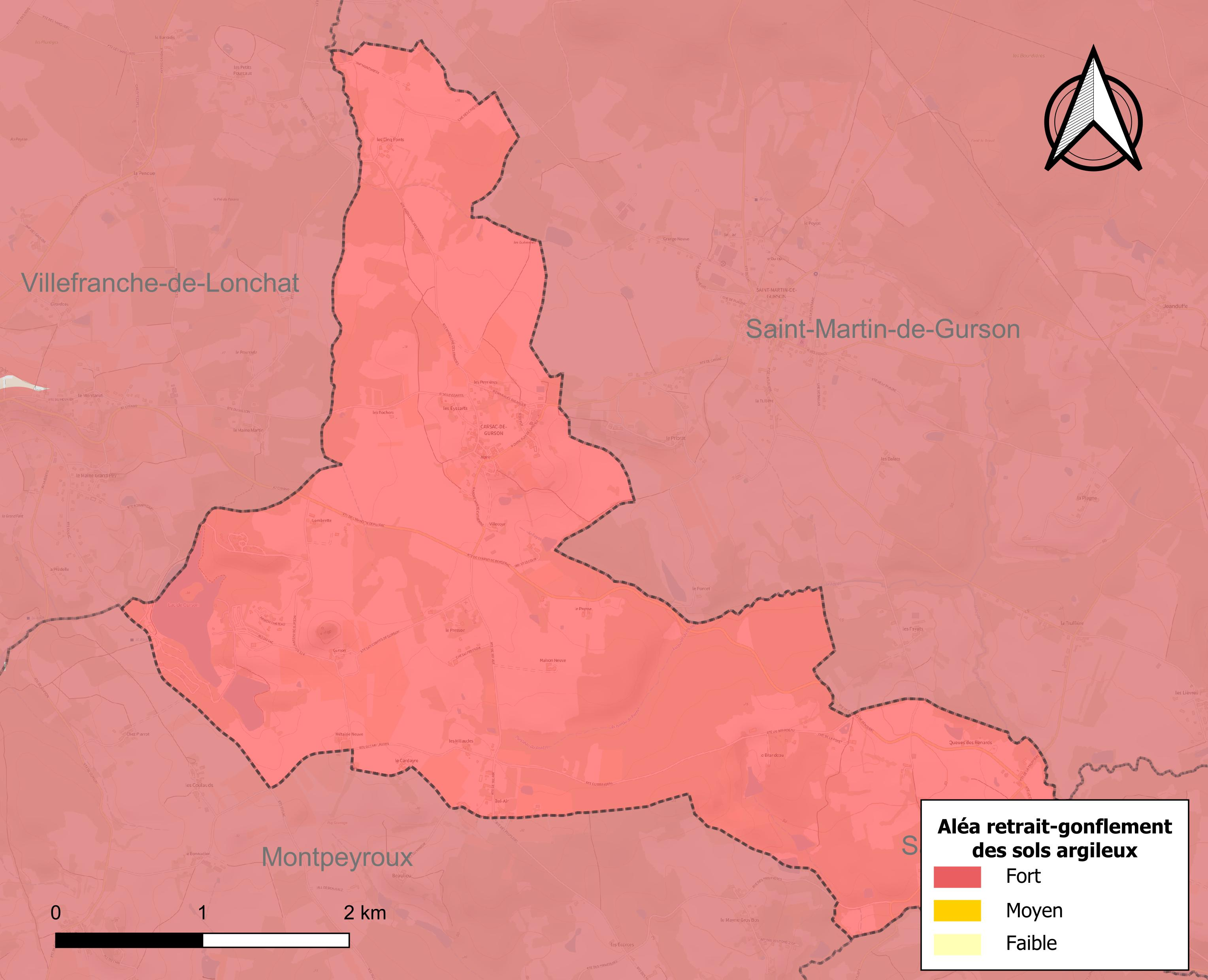
Carte des zones d'aléa retrait-gonflement des sols argileux de Carsac-de-Gurson.

Les mouvements de terrains susceptibles de se produire sur la commune sont des tassements différentiels. Le retrait-gonflement des sols argileux est susceptible d'engendrer des dommages importants aux bâtiments en cas d’alternance de périodes de sécheresse et de pluie. La totalité de la commune est en aléa moyen ou fort (58,6 % au niveau départemental et 48,5 % au niveau national métropolitain). Depuis le 1er octobre 2020, en application de la loi ÉLAN, différentes contraintes s'imposent aux vendeurs, maîtres d'ouvrages ou constructeurs de biens situés dans une zone classée en aléa moyen ou fort,.
La commune a été reconnue en état de catastrophe naturelle au titre des dommages causés par les inondations et coulées de boue survenues en 1982, 1983 et 1999, par la sécheresse en 1989, 1992, 2005 et 2011 et par des mouvements de terrain en 1999.

## Toponymie
En occitan, la commune porte le nom de Carsac de Gurçon.

## Histoire
En 1961, la commune de Carsac-de-Villefranche prend le nom de Carsac-de-Gurson.

## Politique et administration

### Administration municipale
La population de la commune étant comprise entre 100 et 499 habitants au recensement de 2017, onze conseillers municipaux ont été élus en 2020,.

### Liste des maires
| Période                                  | Période    | Identité           | Étiquette | Qualité               |
| ---------------------------------------- | ---------- | ------------------ | --------- | --------------------- |
| Les données manquantes sont à compléter. |            |                    |           |                       |
|                                          |            |                    |           |                       |
| ?                                        | 1983       | Jean Pluvieux      |           |                       |
| 1983                                     | 1995       | René Brisseau      |           |                       |
| 1995                                     | mars 2008  | Jean Germain       |           | Viticulteur.          |
| mars 2008                                | avril 2014 | Gilles Gantch      | SE        | Menuisier charpentier |
| avril 2014 (réélu en mai 2020)           | En cours   | Jean-Pierre Mahieu |           |                       |

## Équipements et services publics

### Justice
Dans le domaine judiciaire, Carsac-de-Gurson relève : 
- du tribunal judiciaire, du tribunal pour enfants, du conseil de prud'hommes et du tribunal de commerce de Bergerac ;
- du pôle Nationalité du tribunal judiciaire de Périgueux (compétent uniquement dans le domaine de la nationalité) ;
- de la cour d'appel, du tribunal administratif et de la  cour administrative d'appel de Bordeaux.

## Population et société

### Démographie
Les habitants de Carsac-de-Gurson se nomment les Carsacois.
L'évolution du nombre d'habitants est connue à travers les recensements de la population effectués dans la commune depuis 1793. Pour les communes de moins de 10 000 habitants, une enquête de recensement portant sur toute la population est réalisée tous les cinq ans, les populations de référence des années intermédiaires étant quant à elles estimées par interpolation ou extrapolation. Pour la commune, le premier recensement exhaustif entrant dans le cadre du nouveau dispositif a été réalisé en 2008.

En 2022, la commune comptait 212 habitants, en évolution de +9,28 % par rapport à 2016 (Dordogne : +0,37 %, France hors Mayotte : +2,11 %).
| 1793 | 1800 | 1806 | 1821 | 1831 | 1836 | 1841 | 1846 | 1851 |
| ---- | ---- | ---- | ---- | ---- | ---- | ---- | ---- | ---- |
| 353  | 365  | 371  | 350  | 380  | 380  | 340  | 371  | 355  |

| 1856 | 1861 | 1866 | 1872 | 1876 | 1881 | 1886 | 1891 | 1896 |
| ---- | ---- | ---- | ---- | ---- | ---- | ---- | ---- | ---- |
| 365  | 326  | 333  | 317  | 342  | 306  | 290  | 269  | 271  |

| 1901 | 1906 | 1911 | 1921 | 1926 | 1931 | 1936 | 1946 | 1954 |
| ---- | ---- | ---- | ---- | ---- | ---- | ---- | ---- | ---- |
| 345  | 333  | 324  | 312  | 303  | 300  | 288  | 262  | 305  |

| 1962 | 1968 | 1975 | 1982 | 1990 | 1999 | 2006 | 2008 | 2013 |
| ---- | ---- | ---- | ---- | ---- | ---- | ---- | ---- | ---- |
| 259  | 238  | 218  | 209  | 175  | 189  | 193  | 193  | 195  |

| 2018 | 2022 | - | - | - | - | - | - | - |
| ---- | ---- | - | - | - | - | - | - | - |
| 185  | 212  | - | - | - | - | - | - | - |

## Économie

### Emploi
En 2015, parmi la population communale comprise entre 15 et 64 ans, les actifs représentent 85 personnes, soit 42,7 % de la population municipale. Le nombre de chômeurs (seize) a augmenté par rapport à 2010 (dix) et le taux de chômage de cette population active s'établit à 19,3 %.

### Établissements
Au 31 décembre 2015, la commune compte trente établissements, dont douze au niveau des commerces, transports ou services, sept dans l'agriculture, la sylviculture ou la pêche, cinq relatifs au secteur administratif, à l'enseignement, à la santé ou à l'action sociale, quatre dans la construction, et deux dans l'industrie.

## Culture locale et patrimoine

### Lieux et monuments
- Église Saint-Pierre, XIIe siècle, classée aux monuments historiques[57].
- Ruines du château de Gurson. Il est construit au XIIe siècle, rasé par le roi d'Angleterre Henri III en 1254 puis reconstruit au XIVe siècle. Jusqu'au XVIIIe siècle, les comtes de Foix-Gurçon dirigent la seigneurie. Les rois de France Henri III et Henri IV se rendirent au château de Gurson. Il tombe en ruines à la Révolution. Ces vestiges sont inscrits aux monuments historiques en 1948[58].

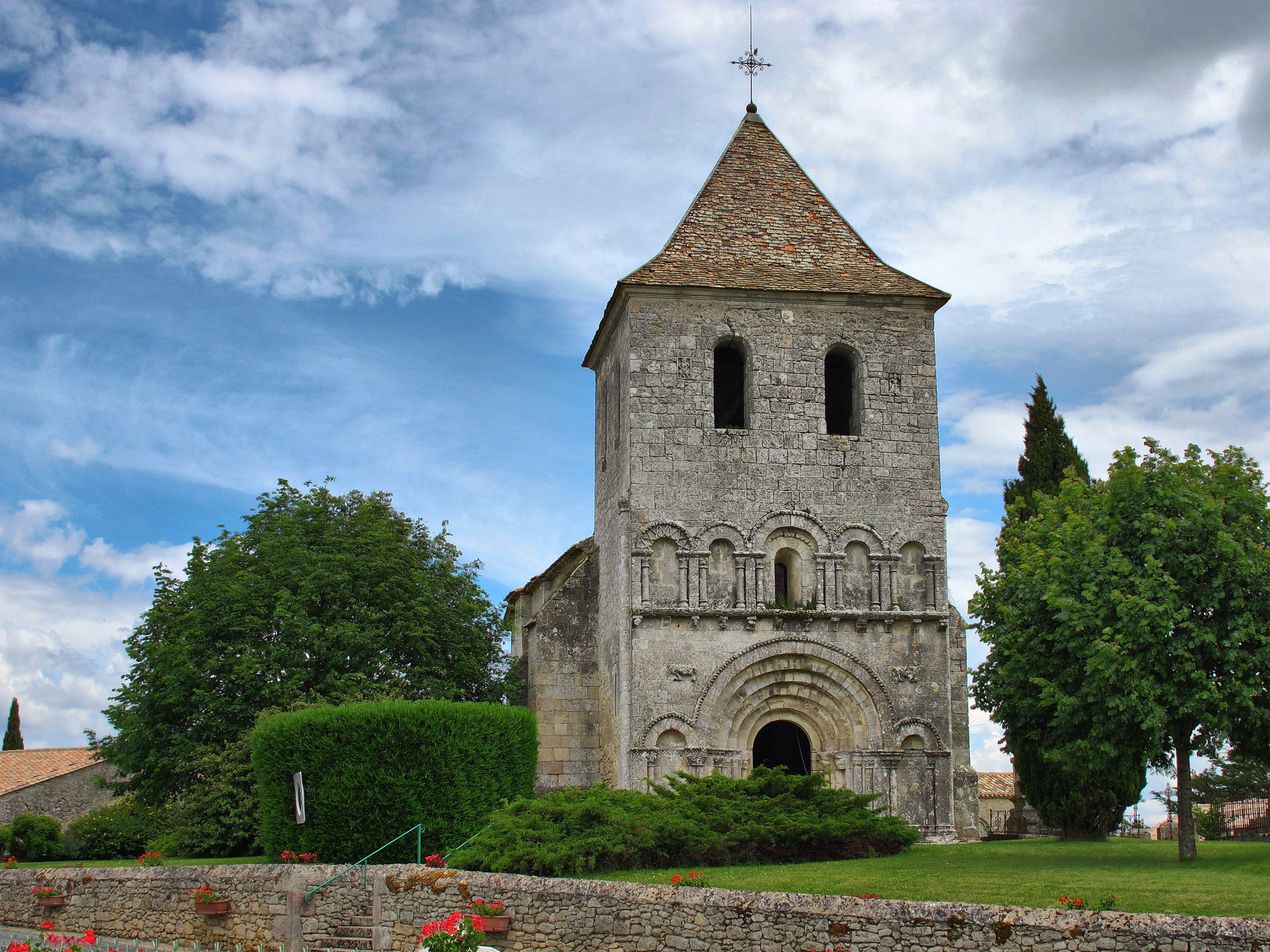
L'église Saint-Pierre.
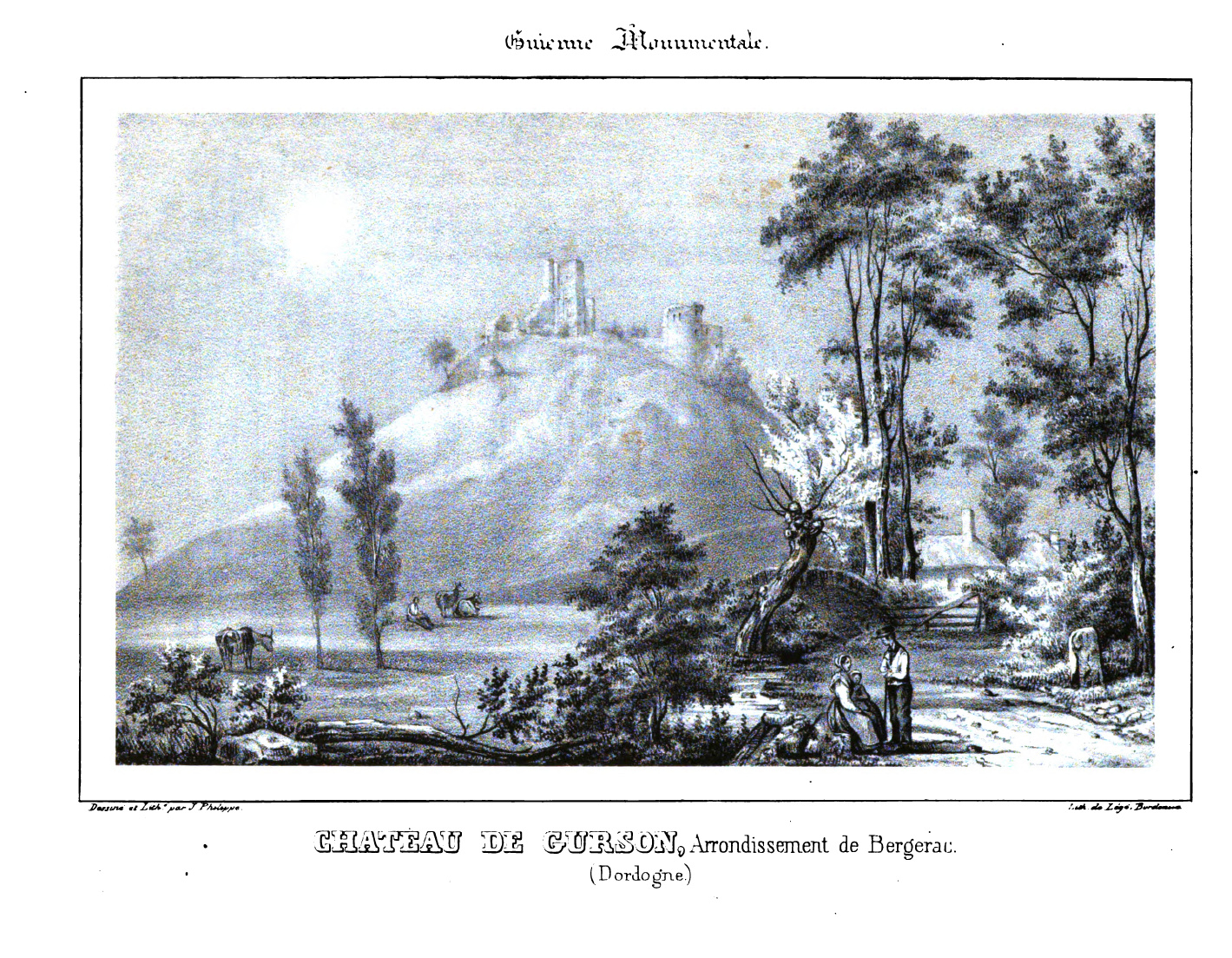
Le château de Gurson en 1842[59].
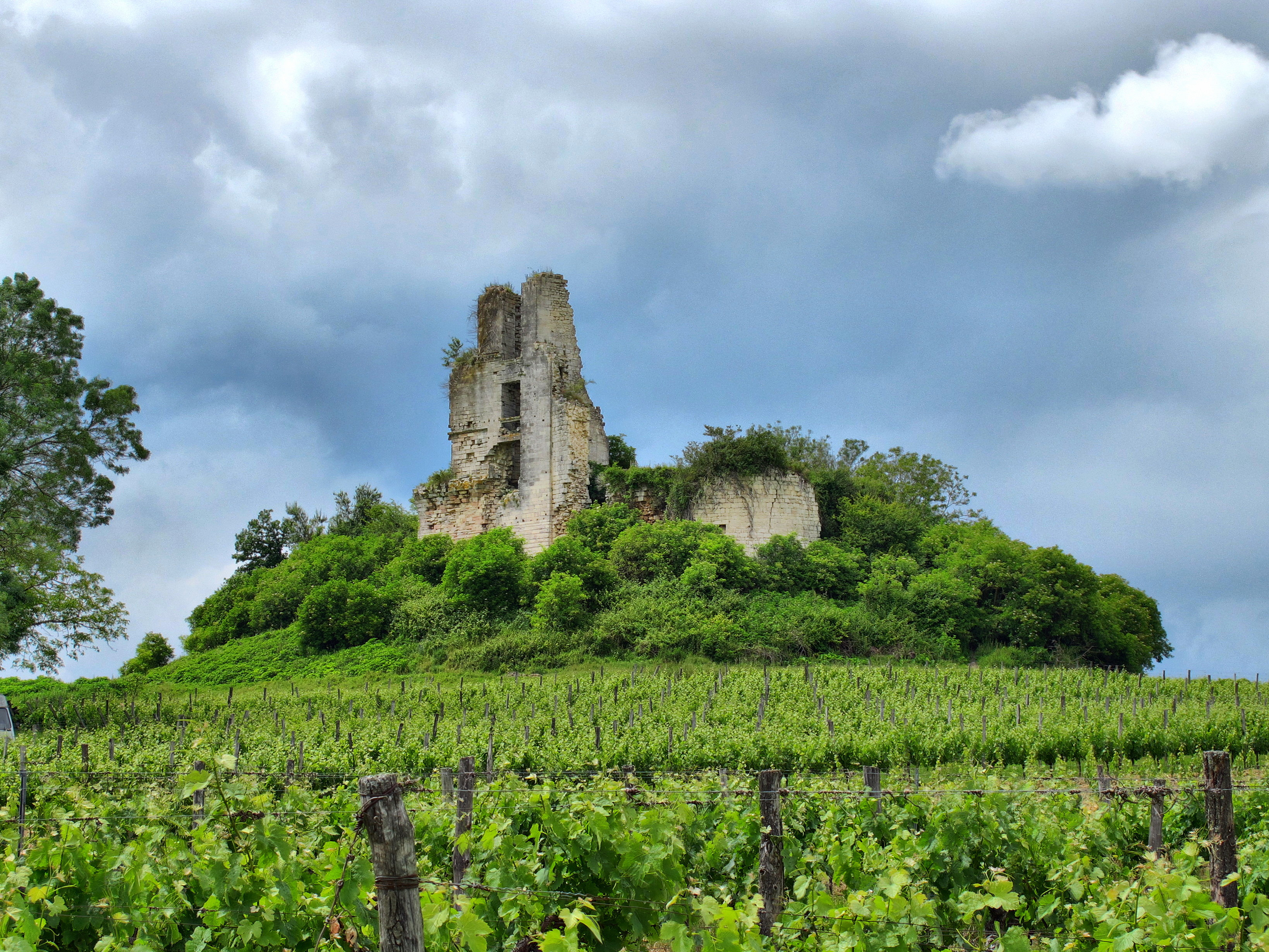
Les ruines du château de Gurson.
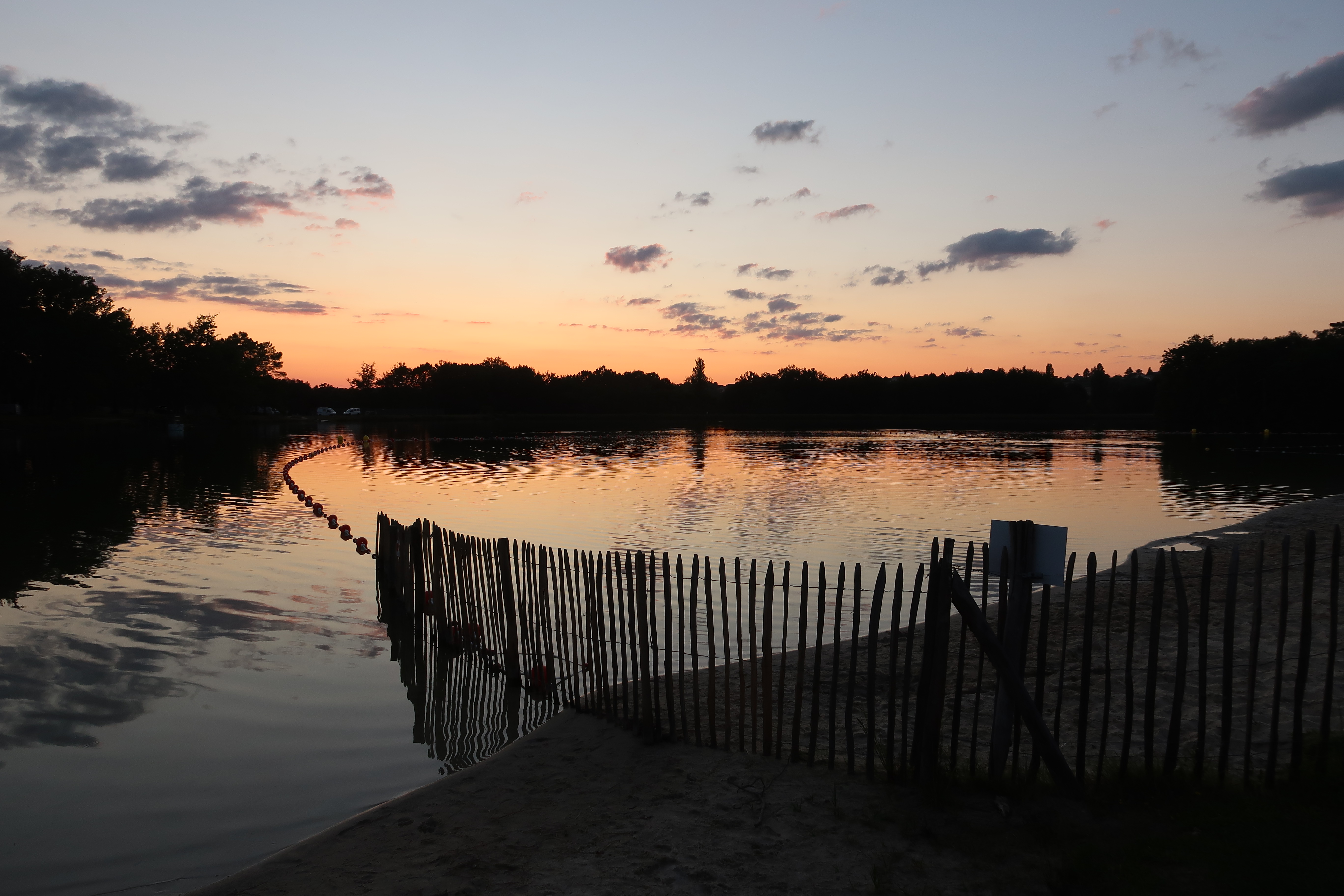
Lac de Gurson.

- Lac de Gurson, en limite sud-ouest de la commune, à la lisière de Villefranche-de-Lonchat. Le projet naît en 1966 quand Jean Germain de la Tour de Gurson crée des gîtes à la ferme et envisage d'y ajouter un étang pour que ses pensionnaires puissent pêcher et se baigner (depuis, le lac est accessible à tous, sans séjour dans ces gîtes). En lien avec les autorités politiques locales, le projet nécessite l'aménagement de 43 hectares de forêt pour creuser un lac de dix hectares, ainsi que la construction d'un village-retraite et l'installation d'un terrain de camping. Le lac de Gurson est inauguré en juin 1970[60]. Ouvert gratuitement toute l'année, il propose plusieurs activités : baignade surveillée (entre mi-juin et le 1er septembre), aires de jeux, beach-volley, pêche, activités nautiques ou encore randonnée. Le site est labellisé Pavillon bleu depuis 2015 et Tourisme et Handicap depuis 2016[61].

### Héraldique
| Blason de Carsac-de-Gurson | Blason  | Écartelé : aux 1er et 4e d'or à trois pals de gueules, aux 2e et 3e d'or à deux vaches de gueules, accornées, onglées et clarinées d'azur ; sur le tout, d'azur à la fleur de lis d'or. |
| Blason de Carsac-de-Gurson | Détails | Le statut officiel du blason reste à déterminer. |

## Pour approfondir